# カオリわーにんぐ!
『カオリわーにんぐ!』は、リコシェ号による日本の漫画作品。『週刊ヤングジャンプ』（集英社）にて、2017年21号から同年49号まで連載された。各話のサブタイトルは「○○とカオリさん」が多い。

## 登場人物

### 主要人物
伊井カオリ（いい カオリ）
本作の主人公。PLGDとして中良市中央区交番に配属された新米巡査。20歳。腰まである長髪は毛先がカールしている。容姿は可愛く爆乳であるが恋人は全く出来ない。職質を週に5回は受ける。
10歳の頃、フェロモン異常からペロモンという特殊なフェロモンを分泌する能力を発現させた。そのせいで誘拐された事もある。
大の動物好き。やる気はあるがドジで天然かつポンコツなため、動物園やペットショップでアルバイトをするもすぐにクビになってきた。警察官採用試験ではペロモン操作の調子が良く、成功率100％を出したためエリートという形で配属される。誘拐事件後、自分を守ってくれた動物と遊ぶため山中を駆け回っていたので忍者のように身軽。
三日月守（みかづき まもる）
本作の準主人公。27歳。巡査長。伊井の先輩。以前は獣医を目指しており免許も取ったが血を見るのが苦手で断念した。

### PLGD
木下誠一（きのした せいいち）
巡査部長。55歳。

### 中良市騎馬隊
遠見渚（とおみ なぎさ）
24歳。三日月とは同期。愛馬はモカ（雌）。前年度の中良市馬術大会優勝者。

### その他
兼冨
子供のクロコダイル（クロちゃん）を飼っている世帯の少女。
亀田
フェネック交流会の参加者。三日月の大学時代の後輩。雄のフェネック（ネッくん）を飼っている。
久慈
フェネック交流会の参加者。ペットショップ勤務。雌のフェネック（フェーネ）を飼っている。
竹内
エボシカメレオンの飼い主。
高山ナナ
富豪・高山家の娘。ペット自警団「アーニマール」団長。見た目は幼いが20歳。動物に全く懐かれないという体質をしている。
屋宜遥
フクロウカフェ店員。ワシミミズクを飼っている。

## 用語
ペロモン
伊井巡査が発する特殊なフェロモン。発汗したり感情の高ぶり等で、ヒト以外の種を誘惑するペロモン（性フェロモン）が分泌される。ペロモンには魅了ペロモン・集合（誘引）ペロモン・道標ペロモン・警報ペロモン等の種類がある。魅了・誘引ペロモンを使用すると魅了された動物・虫に纏わりつかれペロペロされる。道標・警報ペロモンを使うと特定の動物の動きを操作する事も出来る。
成功率は2割超。本人曰く使用する際は呼び出す動物の気持ちになって（対象の動物と同じポーズを取る）行うと成功率が上がるらしい。効果範囲は200m程で効果持続時間は約20分。使用回数は一日20回が限度。また本人の脇汗パッド等にも同様の効果がある。
名の由来は「ペロペロしたくなる様なフェロモン」という事から。
中良市（なかよし）
ペット共生モデル都市。世帯毎のペット所有率は100％であるため、飼われてるペットの種類で地区を区切っている。地図では中心街から上部が大型動物、小動物の区画で中心街から下部が水生生物、鳥類、昆虫・爬虫類を飼っている世帯となっている。特定動物の飼育・散歩には市の許可が必要。
PLGD
ペット対策安全課（Pet Life Guard Division）の略。主な仕事はペット同士や飼い主同士間のトラブルの解決。所属する警官の携帯小物入れにはマタタビやリード等が入っている。
中良市騎馬隊
中良警察署に所属する10人・10頭で構成される隊。式典・交通安全指導・パトロールを行う。
アーニマール
ボランティアのペット自警団。設立者は高山ナナ。総数105名。

## 書誌情報
- リコシェ号 『カオリわーにんぐ!』 集英社〈ヤングジャンプ・コミックス〉、全3巻
  1. 2017年8月23日発行（8月18日発売[集 1]）、ISBN 978-4-08-890722-2
  2. 2017年11月22日発行（11月17日発売[集 2]）、ISBN 978-4-08-890805-2
  3. 2017年12月24日発行（12月19日発売[集 3]）、ISBN 978-4-08-890827-4